# 5994 Yakubovich
5994 Yakubovich è un asteroide della fascia principale. Scoperto nel 1981, presenta un'orbita caratterizzata da un semiasse maggiore pari a 2,8500755 UA e da un'eccentricità di 0,2297345, inclinata di 13,58768° rispetto all'eclittica.